# 瓦尔皮里语
瓦尔皮里语（發音：[waɭpiɻi] > [waɭbɪ̆ˌɻi]）由澳大利亚北领地3000名瓦尔皮里人使用。它是帕马-尼永甘语系亚帕语支语言，是使用人数最多的澳大利亚原住民语言之一。

## 音系
下表中给出瓦尔皮里社群常用的转写。以IPA描写的音位以/斜线/、标音以[方括号]表示。

### 元音
|        | 前元音         | 央元音         | 后元音         |
| ------ | -------------- | -------------- | -------------- |
| 闭元音 | i /i/, ii /iː/ |                | u /u/, uu /uː/ |
| 开元音 |                | a /a/, aa /aː/ |                |

瓦尔皮里语有标准的3元音系统，每个元音都有长短对立，与古典阿拉伯语很像。

### 辅音
|      | 非舌冠音  | 非舌冠音  | 舌叶音    | 舌尖音    | 舌尖音      |
| 唇音 | 软腭音    | 硬颚音    | 齿龈音    | 卷舌音    |             |
| ---- | --------- | --------- | --------- | --------- | ----------- |
| 塞音 | p /p/~[b] | k /k/~[g] | j /c/~[ɟ] | t /t/~[d] | rt /ʈ/~[ɖ]  |
| 鼻音 | m /m/     | ng /ŋ/    | ny /ɲ/    | n /n/     | rn /ɳ/      |
| 颤音 |           |           |           | rr /r/    |             |
| 闪音 |           |           |           |           | rd /ɽ/ [ɻ͡ɾ] |
| 边音 |           |           | ly /ʎ/    | l /l/     | rl /ɭ/      |
| 近音 | w /w/     | w /w/     | y /j/     | r /ɻ/     | r /ɻ/       |

如表中所示，瓦尔皮里语区分5个调音部位，且每个位置都有对应塞音或鼻音。塞音没有发声态的不同产生的音位区别，清浊通常只是同位异音。塞音在词首通常清，其他地方通常浊。一般都不送气。
瓦尔皮里语如同其他大部分澳大利亚语言一样没有擦音。
列为卷舌闪音/ɽ/的音素实际上是个罕见辅音[ɻ͡ɾ]，可能是瓦尔皮里语特有。舌尖以卷舌成阻，但随后快速前移，以齿龈闪音除阻。

### 音节与重音
瓦尔皮里语音节结构限制很多。复辅音不做声母，没有零声母。辅音后是一个单元音，有时其后是单独的闭辅音。开音节远比闭音节普遍。没有以塞音或卷舌闪音/ɽ/结尾的音节。
最常见的复辅音是：一个音节以元音结尾，下一个音节以相同部位的塞音开头。其他复辅音，如/rk/或/lp/等也会出现。
重音不是音位性的，通过规则赋予。多音节词第一个音节通常是重音，第二个重音一般出现在那之后的交替音节；这一韵律模式可能被词的结构破坏，形成三音节重音群。

### 元音和谐
如果瓦尔皮里语单个语素有两个相邻音节有高元音，则高元音一般都相同：要么都是u，要么都是i。瓦尔皮里语词根中相邻音节主元音是u和i的非常少。前行和后行的元音和谐均会出现。前行元音和谐中，第二个元音发生改变以和第一个元音匹配；后行和谐中，第一个元音发生改变以和第二个元音匹配。
相邻的高元音保持相同的作用还会跨过词内的语素界限。加后缀可以使u和i发生互动、其中之一发生元音和谐。
后行和谐只当时后缀加到动词时发生。例如，当动词panti-（乙类）加过去时后缀-rnu，结果是panturnu，而不是*pantirnu。前行和谐出现在其他大多数后缀中，例如，作格后缀-ngku加到名词karli“回旋镖”上后，结果是karlingki而不是*karlingku。
三个及以上高元音共现时仍然起效，每个元音都推动下一个元音发生和谐。例如，乙类动词kiji-加过去时后缀-rnu时，产生kujurnu。

### 词汇
没有任何瓦尔皮里语词汇以齿龈音开头；声母必为唇音、硬颚音、卷舌音或软腭音。例外出现在借词，如tala“美元”，来自英语dollar。
词没有韵尾。最后组分以辅音结尾的词常常被一个无意义后缀“纠正”，一般是-pa。

## 字母
自1950年代以来，由洛塔尔·亚格斯特发明的瓦尔皮里语的拉丁字母正字法逐渐推广，随后有些微调整。瓦尔皮里字母只用普通字母，没有重音标记，有以下来自IPA的习惯：
1. 长元音双写字母：ii, aa, uu。
2. 卷舌音加r到齿龈音符号前：rt, rn, rl。
3. 硬颚塞音写作j。
4. 其他硬颚音加y到齿龈音符号后：ny, ly。硬颚近音写作y。
5. 软腭鼻音写作ng。
6. 齿龈颤音写作rr。
7. 卷舌闪音写作rd。
8. 卷舌近音写作r。

这些基础规则以外还有两条附加规则：
1. 指示词y（硬颚音）和r（卷舌音）若在复辅音中有相同部位的音则省略：nyj写作nj，rnrt写作rnt。
2. 在词首，卷舌指示词r可以省略。这不会产生任何歧义，因为瓦尔皮里语没有以齿龈音开头的单词：rtari“脚”写作tari。

## 形态

### 动词
瓦尔皮里语动词来自数百个动词词根，有5个类。其中两类包含绝大多数动词。
一大类修饰性线坠，或“前动词”，一般用来派生，例如，动词词根parnka-“跑”，wurulyparnka-“匆忙躲避”。前动词wuruly-也用于其他几个动词词根，以形成有躲避或隐居意义的动词。前动词的重复可以加强程度或改变意义。
大多数前动词-动词的结合已经不再能产，而少数前动词非常能产，有些动词词根几乎能和所有前动词结合。
动词词根后接时后缀。共有5种词形变化类别。（一些等效变体已省略）
| 类 | 非过去时 | 过去时 | 祈使时 | 近未来时 | 现在时 |
| -- | -------- | ------ | ------ | -------- | ------ |
| 甲 | mi       | ja     | ya     | ju       | nya    |
| 乙 | rni      | rnu    | ka     | ku       | rninya |
| 丙 | nyi      | ngu    | ngka   | ngku     | nganya |
| 丁 | rni      | rnu    | nja    | lku      | rninya |
| 戊 | ni       | nu     | nta    | nku      | nanya  |

### 名词
瓦尔皮里语名词来自词根的复合，还有诸如重复和派生后缀的复杂派生方式。复数来自词根的重复。

### 助词和一致后缀
任何完整的瓦尔皮里语从句都会包含助词，它与动词后缀一起辨明时态、建立主句和从句间的联系。一般助词包括ka（现在时）、kapi（将来时）、kaji（条件状语）。助词一般都是从句的第二个词。
与助词有关的还包括一个复杂的后缀系列，它限定从句的主语和宾语的人称和数。它们和印欧语系中与主语一致的结合性后缀很像，但在瓦尔皮里语中，它们被置于助词上，而不是在动词上，并和宾语一致，而不是和主语。
后置助词的例子可见与道别辞，如kapirnangku nyanyi“我会见你”。这里，kapi表示将来时，-rna表示第一人称单数主语“我”、-ngku表示第二人称单数宾语“你”，nyanyi是丙类动词“看”的非过去时形式。
过去时下助词常会完全掉落。在那种情况下，一致后缀附着于从句的第一或第二个词，如nyangurnangku“我看见了你”。
一致后缀附加时可以引发后行元音和谐。因此nyanyi kapingki“他（她）会见你”展示后缀-ngku（第二人称单数宾语）的元音与kapi的最后一个元音一致。

## 避讳
瓦尔皮里文化中，有些交流在特定家族成员间会显得不礼貌或丢脸。（例如，女人不应该与她的女婿交流。）如果必须交流，说话者会用避讳语。避讳语和普通瓦尔皮里语的语法相同，但词汇则经过激烈简化。大部分词都被一个普通同义词或避讳语特有词代替。

## 资料
- Nash, David （1980）. Topics in Warlpiri Grammar, PhD thesis, MIT.
- Laughren, Hoogenraad, Hale, Granites （1996）.  A Learner's Guide to Warlpiri: Tape course for beginners, IAD Press, Alice Springs.

## 阅读更多
- Nash, David. . Australian National University. 25 March 2020  [2021-06-03]. （原始内容存档于2021-05-09）.
- . Omniglot. 2020  [2021-06-03]. （原始内容存档于2021-12-17）.
- . Paradisec.   [2021-06-03]. （原始内容存档于2021-10-13）.